# Броварський Лев Рудольфович
Лев Рудо́льфович Брова́рський (30 листопада 1948, Дрогобич — 4 червня 2009, Львів) — український і радянський футболіст і тренер.
Рекордсмен львівських «Карпат» за кількістю проведених матчів — 412 (1968—1980), багаторічний капітан команди. Володар Кубка Радянського Союзу 1969. Грав за збірну СРСР з футболу. Майстер спорту СРСР (з 1969). Заслужений тренер України (з 2001). У 2000 році визнаний найкращим гравцем в історії «Карпат».
Вихованець дрогобицького футболу. Закінчив Львівський інститут фізкультури. Батько — Рудольф Броварський був гравцем дрогобицьких команд «Сокіл» та «Ватра».

## Життєпис

### Ігрова кар'єра
В юному віці на аматорському рівні грав за дрогобицький "Долотник". Але дуже швидко талановитого гравця запросили до найсильнішої команди рідного міста — «Нафтовик» (Дрогобич), яка грала у класі «Б» чемпіонату СРСР. У 1967 юнак вступає до Львівського інституту фізкультури і потрапляє у поле зору Ернеста Юста — тодішнього наставника резерву «Карпат» (Львів). Наступного року його зараховують до головної команди і з перших ігор 19-річний Лев Броварський стає футболістом основи. Дебют — 4 квітня 1968 у матчі проти «Балтики» (Калінінград). Наступного року 20-річний півзахисник виграє разом з командою Кубок країни, а після виходу львівського колективу до вищої ліги його запросили до збірної СРСР. У її складі Лев Броварський провів 1 гру — 28 квітня 1971 р. з Болгарією. По завершенні кар'єри Ігоря Кульчицького, Броварський у 1973 році перейняв від нього капітанську пов'язку «Карпат», яку незмінно носив до 1980 року.
Протягом усього періоду виступів за «Карпати» правого півзахисника запрошували найіменитіші клуби Союзу, зокрема, ЦСКА (Москва) та «Динамо» (Київ), але футболіст відмовлявся. Йому вдалося уникнути серйозних травм і пошкоджень, тому за 13 років у барвах «зелено-білих» гравець встановив рекорд клубу за кількістю проведених ігор, який не побитий і досі. У першостях СРСР Лев Броварський провів 412 поєдинків, забивши 47 м'ячів.
Технічний, тактично грамотний і витривалий правий півзахисник, володів сильним ударом та точним пасом, добре бачив поле.

### Тренерська робота
Працював з любительською командою «Спартак» (Самбір), був тренером у Львівському спортінтернаті (1985—1988, 1992—1996). У 1989—1990 роках разом з Валерієм Непомнящим працював у Камеруні — Непомнящий очолював національну збірну Камеруну, а Броварський тренував молодіжну та юнацьку збірні. Варто зазначити, що на чемпіонаті світу 1990 року камерунці зробили фурор, обігравши у групі Аргентину (з Марадоною у складі) і дійшли аж до 1/4 фіналу.
Був головним тренером ФК «ЛАЗ» та СКІФ (Львів), у сезонах 1996/1997 й 1997/1998 років — друголігової «Галичини» (Дрогобич), у 1999—2001 роках — вищолігових «Карпат» (Львів), але значних успіхів з ними не досяг.
З 2004 року очолював Західний регіональний центр розвитку дитячо-юнацького футболу.
У 2008 році на честь 60-річчя ветерана ФК «Карпати» навічно закріпив за Броварським футболку із номером 6.
4 червня 2009 року, о 13:30, на 61-му році життя, видатний футболіст і тренер після важкої і тривалої хвороби помер. Траурна церемонія прощання з Левом Рудольфовичем відбулася на львівському стадіоні «Україна». Похований у родинному склепі на 49 полі Личаківського цвинтаря.

## Нагороди
За вагомий особистий внесок у розвиток вітчизняного футболу, підготовку спортсменів міжнародного класу, багаторічну сумлінну працю та з нагоди 60-річчя від дня народження нагороджений Президентом України орденом «За заслуги» III ступеня. Також нагороджений «Почесною грамотою» Кабінету Міністрів України, медаллю Федерації футболу України «За заслуги».

## Титули та досягнення
- Кубок СРСР: 1969

## Вшанування пам'яті

### Меморіальний турнір пам'яті Лева Броварського

#### 2010
У турнірі, який проводить ФК «Карпати», брали участь чотири команди. Всі ігри турніру, який тривав три дні, з 26 по 28 листопада, проходили на полі Академії футболу ФК «Карпати». Ігри турніру проводилися у форматі два тайми по 35 хвилин.
| 26 листопада | Академія ФК «Карпати-95» | «Карпати-2»              | 1:4 |
| 26 листопада | СДЮШОР «Карпати-94»      | Академія ФК «Карпати-94» | 1:2 |
| 27 листопада | Академія ФК «Карпати-94» | Академія ФК «Карпати-95» | 0:0 |
| 27 листопада | СДЮШОР «Карпати-94»      | «Карпати-2»              | 0:2 |
| 28 листопада | Академія ФК «Карпати-95» | СДЮШОР «Карпати-94»      | 3:6 |
| 28 листопада | «Карпати-2»              | Академія ФК «Карпати-94» | 1:2 |

| М | Команда                  | І | В | Н | П | РМ   | О |
| - | ------------------------ | - | - | - | - | ---- | - |
| 1 | Академія ФК «Карпати-94» | 3 | 2 | 1 | 0 | 4−2  | 7 |
| 2 | «Карпати-2»              | 3 | 2 | 0 | 1 | 7−3  | 6 |
| 3 | СДЮШОР «Карпати-94»      | 3 | 1 | 0 | 2 | 7−7  | 3 |
| 4 | Академія ФК «Карпати-95» | 3 | 0 | 1 | 2 | 4−10 | 1 |

### Стадіон імені Лева Броварського, музей
3 липня 2012 року депутати Самбірської міської ради на сесії ухвалили рішення про присвоєння місцевому стадіону імені легендарного футболіста львівських «Карпат», майстра спорту, володаря кубка СРСР з футболу, заслуженого тренера України Лева Броварського. В одній із кімнат реконструйованого стадіону відкриють музей Лева Броварського.

### Меморіальна таблиця, вулиця
8 липня того ж року на міському стадіоні відкрито та освячено гранітну меморіальну таблицю з написом: «Стадіон названо іменем Лева Броварського — майстра спорту, заслуженого тренера України, багаторічного тренера команди „Спартак“ (Самбір)». 
Відповідно до ухвали Львівської міської ради від 24.05.2012 року № 1496 проєктованій вулиці 8, яка веде до новозбудованого стадіону «Арена Львів», присвоєно ім'я Лева Броварського.